# رود بيري (لاعب كرة قدم أمريكية)
رود بيري (بالإنجليزية: Rod Perry) هو لاعب كرة قدم أمريكية أمريكي، ولد في 11 سبتمبر 1953 في فريسنو في الولايات المتحدة.

## وصلات خارجية
- رود بيري على موقع مرجع كرة القدم المحترفة.كوم (الإنجليزية)